# 황규환
황규환(黃圭煥, 1986년 6월 18일 ~ )은 대한민국의 전 축구 선수이다. 선수시절 포지션은 미드필더였다.